# Габриел Зиделмайер
Габриел Зиделмайер младши (на немски: Gabriel Sedlmayr der Jüngere) е прочут баварски пивовар, който през 1840 г. създава нов бирен стил, станал известен като виенски лагер.

## Биография
Габриел Зиделмайер младши е син на Габриел Зиделмайер старши (1777 – 1839), който през 1807 г. придобива пивоварната „Spaten“ в Мюнхен.
След като завършва гимназия изучава пивоварство, след което пътешества в продължение на няколко години в Европа и Англия, за да се запознае с европейските пивоварни техники.
През 1839 г. поема заедно с брат си Йозеф бащината пивоварна в Мюнхен.
През 1842 г. брат му Йозеф напуска пивоварния бизнес и Габриел Зиделмайер става едноличен собственик. През 1866 г. той открива „Brasserie Bavaroise“ в Париж. При управлението на Зиделмайер „Spatenbräu“ се превръща в голяма европейска пивоварна.
През 1874 г. Зиделмайер той се оттегля от бизнеса и предава управлението на пивоварната на синовете си Йохан (1846 – 1900), Карл (1847 – 1915) и Антон (1849 – 1920).
През 1881 г. получава златния медал на Мюнхен. Почетен гражданин на Мюнхен
Габриел Зеделмайер е главно действащо лице в развитието на технологията на ниската ферментация от модерен индустриален тип, в сътрудничество с приятеля си Антон Дреер. През двадесети век сред учените избухва спор кой от двамата прочути пивовари е първият осъществил този революционен пивоварен процес. Объркването става още по-голямо когато жителите на Пилзен застават зад тезата, че изобретател на долната ферментация е Йозеф Грол през 1842 г., когато той създава бирата Pilsner Urquell, и поставя началото на стила пилзнер. И Адолф Хитлер се включва в полемиката, като назначава комисия, която да разреши спора за първоавторството.. През 1942 г. комисията обявява своето заключение: първата индустриално сварена бира по метода на долната ферментация, е произведена от Антон Дреер през 1841 г.
Въпреки това Зиделмайер е първопроходецт и Майкъл Джексън не се поколеба да го определи като „най-великия главен герой“ на долната ферментация.
На Зиделмайер се приписва създаването на баварския стил бира „мерцен“, като бирата на Зиделмайер е вариант на виенския лагер, създаден от Антон Дреер (Anton Dreher) през 1841 г.